# Iwatake
Als Iwatake (jap. イワタケ; Umbilicaria esculenta) wird in Japan eine Nabelflechte bezeichnet.
Der Name leitet sich von iwa: japan. auf Stein wachsend: take: japan. Pilz ab.
Die Flechte wächst auf steilen Felswänden und wird mühsam gesammelt. Nach einer aufwendigen Zubereitung wird sie dann als Suppe, Salat oder kross in Fett gebacken wie Kartoffelchips gegessen. Als ältester schriftlicher Beleg dient hierbei das Kochbuch „Ryorimonogatari“ von 1664.
Gerichte mit Iwatake wurden zu besonderen Anlässen wie Hochzeiten oder Beerdigungen zubereitet. Heute findet man diese Flechte nur noch selten in der häuslichen Küche oder in Restaurants.